# Dmitri Lavrinenko
Dmitri Fiodorovitch Lavrinenko (en russe : Дмитрий Фёдорович Лавриненко), né le 14 octobre 1914 dans un petit village près de Krasnodar (oblast du Kouban) et mort le 18 décembre 1941 lors de la bataille de Moscou, est un lieutenant tankiste et as de char (en) de l'armée soviétique ayant servi sous les ordres du général Panfilov. Il est crédité de la destruction de 52 chars en tout genre et de quelques canons. Il était surnommé « le Sans-Peur » (en russe : бесстрашный, besstrachny).

## Biographie
Dmitri Fiodorovitch Lavrinenko naît en octobre 1914 dans une famille paysanne de la région de Krasnodar. Après ses études il devient professeur dans un petit village, mais, n’aimant pas son travail, il devient employé de guichet dans une banque avant de s’engager dans l’armée en 1934, où il est envoyé à l’école des tankistes.
Il participe à l’annexion de la Bessarabie en 1940 puis est formé sur T-34. Au début de la guerre contre l’Allemagne en juin 1941, il fait partie de la 4e brigade blindée. Lavrinenko combat en octobre dans la région d’Orel et de Mzensk, où son usage de tactiques agressives lui permet de détruire seize chars allemands en quatre jours. En novembre, il participe à la bataille de Moscou pendant laquelle il détruit sept chars dans un seul engagement, mais est lui-même tué le 18 décembre près du village de Goriuny.
Son corps est enterré à Denkovo, près d’Istra, et il est recommandé peu de temps après sa mort pour le titre de héros de l’Union soviétique en raison de son bilan de cinquante deux chars détruits en vingt-huit engagements, un accomplissement remarquable en 1941, alors que les Soviétiques sont largement dominés par les Allemands. Toutefois, pour des raisons inconnues, la demande n’est pas traitée et il ne reçoit cette distinction que le 5 mai 1990. Une école est par ailleurs nommée en son honneur à Besstrashnaya.